# Оминьяно
Оминьяно (итал. Omignano) — коммуна в Италии, располагается в регионе Кампания, в провинции Салерно.
Население составляет 1536 человек, плотность населения составляет 154 чел./км². Занимает площадь 10 км². Почтовый индекс — 84060. Телефонный код — 0974.
Покровителями коммуны почитаются Пресвятая Богородица, празднование в первое воскресение июля, и святитель Николай Мирликийский, чудотворец, празднование 6 декабря.